# Gundam Unicorn
Mobile Suit Gundam Unicorn (機動戦士ガンダムUC(ユニコーン), Kidō Senshi Gandamu Yunikōn) é uma série de light novel pelo popular autor Japonês Harutoshi Fukui (Shūsen no Lorelei, Bōkoku no Aegis). O livro se passa na cronologia do Universal Century da série Gundam. O design de personagens e mechas foram feitos por Yoshikazu Yasuhiko e Hajime Katoki, respectivamente. Uma adaptação em anime dos livros estreou na  PlayStation Network Japonesa da Sony em 20 de Fevereiro de 2010 e o primeiro episódio teve um lançamento mundial simultâneo em DVD e Blu-Ray em 12 de Março de 2010.

## História
O prólogo do livro começa em U.C. 0001, no princípio da colonização espacial, com o Incidente de Laplace, um grande evento que influencia o curso da história para sempre. A história principal se passa em U.C. 0096, três anos após os eventos de Mobile Suit Gundam: Char's Counterattack.

## Personagens

### Civis
Banagher Links (バナージ・リンクス, Banāji Rinkusu)
Um rapaz que estuda na Escola Técnica Industrial da Anaheim Electronics na colônia “Industrial 7”. Ele é descrito como alguém que via a guerra como se fosse algo fictício, uma vez que ele nasceu depois da Guerra de Um Ano e não tomou parte nas guerras mais isoladas que ocorreram posteriormente. Contudo, ao conhecer Audrey, ele é envolvido em um novo conflito. Ele tem um emprego de meio-expediente limpando destroços espaciais com um MS em miniatura. Em seu último suspiro, seu pai lhe confiou o Unicorn Gundam.
Audrey Burne (オードリー・バーン, Ōdorī Bān)
Uma garota de uma família nobre, cuja vida muda após conhecer Banagher. Seu nome parece ser inspirado no da famosa atriz Audrey Hepburn. Na verdade, ela é Mineva Lao Zabi sob um pseudônimo.
Takuya Irei (タクヤ・イレイ)
Outro estudante da Escola Técnica Industrial da Anaheim e também colega de quarto de Banagher. Ele deseja se tornar um piloto de testes para a Anaheim Electronics e sabe bastante sobre Mobile Suits.
Micott Bartsch (ミコット・バーチ, Mikotto Bāchi)
Uma garota que vai a uma escola adjacente a Escola Técnica Industrial da Anaheim. O pai dela é o administrador da usina de Industrial 7. No OVA, Micott também é aluna da Escola Técnica Industrial da Anaheim Electronics.
Syam Vist (サイアム・ビスト, Saiamu Bisuto)
Um garoto nascido em um pequeno país no Sudoeste Asiático. Ele se tornou um terrorista por causa da sociedade distorcida e de uma vida dura. Durante o incidente terrorista na Residência Oficial de “Laplace” em U.C. 0001, ele acabou se apossando de um estranho objeto. Através de conexões no submundo, ele casou-se com uma membro da família Vist e se tornou o diretor da influente Fundação Vist. Através do uso de criogenia, ele permanece vivo em U.C. 0096.
Cardeas Vist (カーディアス・ビスト, Kādiasu Bisuto)
Neto de Syam Vist, o diretor da segunda geração da família Vist. Foi um piloto de helicóptero na Federação Terrestre quando jovem. Ele é o pai verdadeiro do protagonista, Banagher Links, a quem ele confia o Unicorn Gundam com seu último suspiro.
Alberto Vist (アルベルト・ビスト, Aruberuto Bisuto)
Um membro da Anaheim Electronics que sobe a bordo da Nahal Argama para impedir que a “Caixa de Laplace” seja aberta. Demonstra uma fixação com o “Unicorn”. Alberto é o filho legitmo de Cardeas, quem ele matou com um tiro.
Martha Vist Carbine (マーサ・ビスト・カーバイン, Māsa Bisuto Kābain)
A irmã mais nova de Cardeas. Ela se casou com um membro da família Carbine, que fundou a Anaheim Electronics. Através da família Carbine, ela tem conexões com membros do alto escalão da Federação. Quanto a “Caixa”, ela se opõe ao seu avô e irmão. O ataque a Industrial 7 foi visto como de acordo com suas intenções.

### Neo Zeon
Full Frontal (フル・フロンタル, Furu Furontaru)
O misterioso líder das forças restantes Neo Zeon que é descrito como “A Segunda Vinda de Char”, é um loiro que esconde sua face por trás de uma máscara, traja um uniforme vermelho e pilota um Mobile Suit vermelho. Similar a Char, ele mantêm unido o restante das forças de Neo Zeon com seu carísma. Seu nome significa “completamente nu” (ou totalmente exposto), embora isso possa ser uma referência a um ataque frontal (do inglês, “full frontal assault”). Ele provoca Banagher e os outros com um discurso tão enigmatico quanto seu comportamento. Ele luta contra a Federação pelo “segredo” da fundação do Universal Century.
Seu rosto e tom de voz lembram bastante os de Char. O captão Otto da Nahel Argama, que viu os arquivos gravados de Char, comenta que a voz é idêntica. Posteriormente é revelado que ele é um Newtype artificial que foi geneticamente modificado para se parcer com Char Aznable, que desapareceu em combate. Suas memórias foram então implantadas pela psyco frame de um dos Mobile Suits previamente pilotados por Char, possivelmente o Sazabi.
Suberoa Zinnerman (スベロア・ジンネマン, Suberoa Jinneman)
Capitão da “Garancieres”, a nave dos Ornatos que é disfarçada como um cargueiro.
Marida Cruz (マリーダ・クルス, Marīda Kurusu)
A piloto do Mobile Suit “Kshatriya” a bordo da Garancieres. Uma piloto hábil e Newtype artificial, ela se refere ao capitão Suberoa como “Mestre” e lealmente cumpre suas ordens. Originalmente conhecida como “Ple Twelve”, ela é na verdade um clone de Elpeo Ple. Ela foi despertada por Glemy Toto e lutou com suas irmãs durante o primeiro conflito de Neo Zeon. Após a luta com Chara Soon em 17 de Janeiro de U.C. 0089, um dos clones sobreviveu e foi resgatado de um módulo de fuga de um Mobile Suit.
Angelo Sauper (アンジェロ・ザウパー, Anjero Zaupā)
Um piloto de Mobile Suit dos Ornatos. Líder da equipe de guarda-costas de Full Frontal, a quem ele idolatra, pilota um Geara Zulu Roxo customizado com um canhão Lange Bruno. Posteriormente pilota um Mobile Suit chamado Rozen Zulu, feito com peças reservas do Sinanju de Full Frontal.
Flaste Schole (フラスト・スコール, Furasuto Sukōru)
Timoneiro da nave dos Ornatos, “Garancieres”.

### Federação
Riddhe Marcenas (リディ・マーセナス, Ridi Māsenasu)
Piloto de Mobile Suit da equipe Londo Bell da Federação. Filho de uma família de políticos, ele se alistou no exército contra a vontade de sua familia que ele fosse um político. Ele deseja criar uma reputação para si e se tornou um piloto. Originalmente o piloto do RGZ-95 ReZEL, a versão produzida em massa do RGZ-91 ReGZ (Refined Gundam Zeta), Riddhe pilota na maior parte da história o MSN-001A1 Delta Plus, se tornando eventualmente o piloto do RX-0 Unicorn Gundam Unidade 2, “Banshee”.
Ronan Marcenas (ローナン・マーセナス, Rōnan Māsenasu)
Pai de Riddhe, um membro importante do Conselho Central da Federação Terrestre.
Ricardo Marcenas (リカルド・マーセナス, Rikarudo Māsenasu)
Apoiado por um grupo liberal, ele se tornou o primeiro premiê do Governo Federal. Nascido na América mas criado enquanto viajava por diversos países, Ricardo morreu no incidente terrorista de Laplace em U.C. 0001.
Otto Mitas (オットー・ミタス, Ottō Mitasu)
Capitão da nave “Nahel Argama” da Londo Bell, Otto tem o rank de coronel.
Liam Borrrinea (レイアム・ボーリンネア, Reiamu Bōrinnea)
Tripulante da nave “Nahel Argama” da Londo Bell, a tenente coronel é uma das oficiais executivas.
Daguza Mackle (ダグザ・マックール, Daguza Makkūru)
Comandante das Forças Especiais "Manhunter" da Federação, ECOAS, ele dirige a operação pra prevenir a abertura da “Caixa de Laplace”.
Mihiro Oiwakken (ミヒロ・オイワッケン)
Uma official recentemente indicada a “Nahel Argama”, Mihiro é uma operadora de rádio.

## Mídia

### Light novel
| Nº | Título                                                                                      | Data de Lançamento     | ISBN              |
| -- | ------------------------------------------------------------------------------------------- | ---------------------- | ----------------- |
| 01 | "Dia do Unicórnio (Parte 1)" ("ユニコーンの日(上)", Yunikōn no Hi (Ue))                     | 26 de Setembro de 2007 | 978-4-04-713969-5 |
| 02 | "Dia do Unicórnio (Parte 2)" ("ユニコーンの日(下)", Yunikōn no Hi (Ge))                     | 26 de Setembro de 2007 | 978-4-04-713970-1 |
| 03 | "O Cometa Vermelho" ("赤い彗星", Akai Suisei)                                               | 26 de Dezembro de 2007 | 978-4-04-715003-4 |
| 04 | "Batalha pela Captura de Palau" ("パラオ攻略戦", Parao Kouryaku Sen)                        | 26 de Abril de 2008    | 978-4-04-715060-7 |
| 05 | "O Fantasma de Laplace" ("ラプラスの亡霊", Rapurasu no Bourei)                              | 26 de Julho de 2008    | 978-4-04-715084-3 |
| 06 | "Nas Profundezas de um Poço Gravitacional" ("重力の井戸の底で", Juuryoku no Ido no Soko de) | 25 de Outubro de 2008  | 978-4-04-715112-3 |
| 07 | "Unicórnio Negro" ("黒いユニコーン", Kuroi Yunikōn)                                         | 26 de Dezembro de 2008 | 978-4-04-715143-7 |
| 08 | "O Céu e as Estrelas" ("宇宙と惑星と", Sora to Hoshi to)                                    | 25 de Abril de 2009    | 978-4-04-715229-8 |
| 09 | "Além do Arco-íris (Parte 1)" ("虹の彼方に(上)", Niji no Kanata ni (Ue))                    | 26 de Agosto de 2009   | 978-4-04-715286-1 |
| 10 | "Além do Arco-íris (Parte 2)" ("虹の彼方に(下)", Niji no Kanata ni (Ge))                    | 26 de Agosto de 2009   | 978-4-04-715287-8 |

### Anime
Na edição de Junho de 2009 da revista Japonesa mensal “Gundam ACE”, foi anunciada que uma adaptação em anime para “Gundam Unicorn” havia sido aprovada para o final de 2009, dirigida por Kazuhiro Furuhashi e com roteiros escritos por Yasuyuki Muto. Hajime Katoki, que foi o designer mecânico para o livro, também trabalharia no anime, junto com designers veteranos como Juniya Ishigaki e Mika Akitaka, bem como o novato Nobuhiko Genba. Os designs de personagens de Yoshikazu Yasuhiko seriam adaptados para a animação por Kumiko Takahashi e a música seria composta por Hiroyuki Sawano. Posteriormente a data de lançamento foi movida para o primeiro trimestre de 2010.
Foram planejados seis episódios de 50 minutos e a Sunrise anunciou planos de lançar o anime mundialmente. A série estreou na  PlayStation Network Japonesa para PlayStation 3 e PlayStation Portable  em 20 de Fevereiro de 2010. A edição em Blu-Ray Disc foi lançada mundialmente em 12 de Março de 2010, com áudio em Japonês e Inglês, e com legendas em cinco línguas (Japonês, Inglês, Francês, Espanhol e Chinês).
Em maio de 2012, após o evento Film & Live no Japão, foi anunciado que Gundam UC teria um sétimo episódio. O sexto OVA, "O Céu e as Estrelas", que supostamente seria lançado no segundo semestre foi remanejado para o primeiro trimestre de 2013 enquanto o último episódio seria lançado "num futuro próximo" e terá no mínimo uma hora de duração. No final de novembro de 2013 foi anunciado no site oficial que o sétimo OVA seria lançado em 17 de maio de 2014 e que terá a duração de 90 minutos.

#### Lista de episódios
| Nº | Título                                                                                     | Data de Lançamento     |
| -- | ------------------------------------------------------------------------------------------ | ---------------------- |
| 01 | "Dia do Unicórnio" ("ユニコーンの日", Yunikōn no Hi)                                       | 12 de Março de 2010    |
| 02 | "O Cometa Vermelho" ("赤い彗星", Akai Suisei)                                              | 12 de Novembro de 2010 |
| 03 | "O Fantasma de Laplace" ("ラプラスの亡霊", Rapurasu no Bōrei)                              | 5 de Março de 2011     |
| 04 | "Nas Profundezas de um Poço Gravitacional ("重力の井戸の底で", Juuryoku no Ido no Soko de) | 12 de Dezembro de 2011 |
| 05 | "Unicórnio Negro" ("黒いユニコーン", Kuroi Yunikōn)                                        | 19 de Maio de 2012     |
| 06 | "O Céu e as Estrelas" ("宇宙と惑星と", Sora to Hoshi to)                                   | 22 de Março de 2013    |
| 07 | "Além do Arco-íris" ("虹の彼方に", Niji no Kanata ni)                                      | 17 de Maio de 2014     |

## Video-games
O RX-0 Unicorn Gundam é uma das unidades secretas no jogo “Mobile Suit Gundam: Gundam vs. Gundam Next”, junto com uma nova Rota H. Para a versão para Playstation Portable “Mobile Suit Gundam: Gundam vs. Gundam Next Plus”, o NZ-666 Kshatriya se junta ao Unicorn Gundam.